# Gösta Wasenius

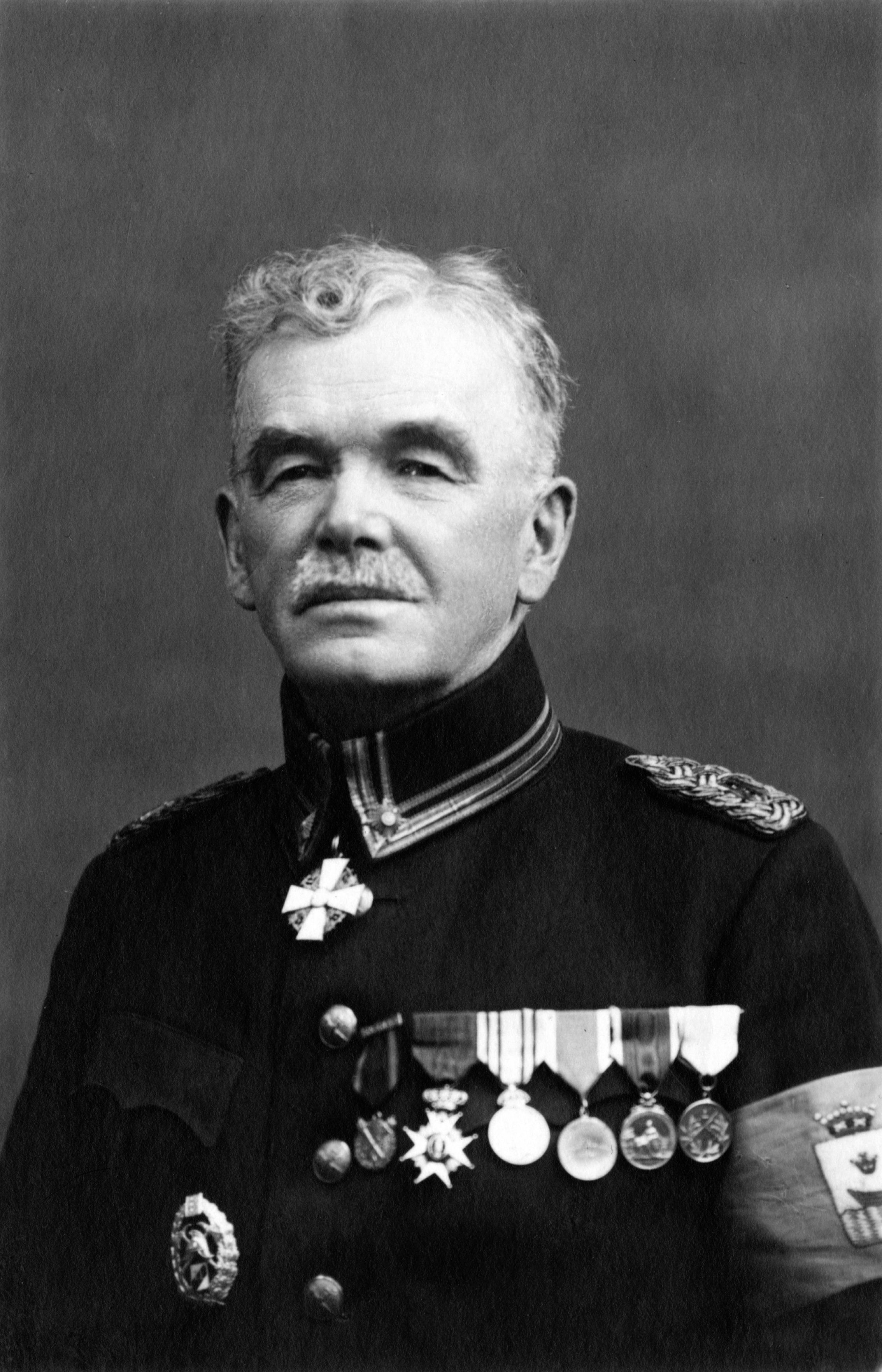
Gösta Wasenius.

Gustaf (Gösta) Fredrik Wasenius, född 10 mars 1863 i Helsinge socken, död 18 juni 1939 i Helsingfors, var en finländsk idrottsledare och brandchef, allmänt kallad "Brand-Wasse".
Wasenius var känd som Helsingfors gymnastikklubbs främsta redskapsgymnast, senare överledare och sekreterare i klubben. Han var gymnastiklärare vid olika skolor i Helsingfors 1883–1922. Han var en ypperlig skridskoåkare med bland annat finländskt rekord på 1 engelsk mil 1885, men han måste sluta med sporten då han 1886, endast 23 år gammal utsågs till tillförordnad brandchef i Helsingfors, ordinarie 1888–1931. Av stadens rätt oansenliga brandkår skapade han en vältrimmad gymnastisk elitkår som väckte allmän beundran.
Helsingfors skridskoklubb (HSK) hade i Wasenius en stark ledare, han var verkställande direktör för klubbens skridskobana i Norra hamnen 1890–1916 och från 1917 ordförande för HSK. På hans initiativ anslöt sig HSK redan 1892 till Internationella skridskoförbundet i Nederländerna, och då det nationella skridskoförbundet Suomen luistinliitto bildades 1908 var det igen han som var den drivande kraften. Åren 1917–1919 var han förbundets ordförande.
Mångsysslaren Wasenius var 1893 en av grundarna av Helsingfors skidklubb och fram till 1895 dess vice ordförande, ordförande 1896–1897. Riksidrottsförbundet Finlands gymnastik- och idrottsförbund grundades 1906, och Wasenius valdes till svenskspråkig representant i dess exekutiva utskott, på vilken post han satt till 1911. Då Finlands svenska gymnastik- och idrottsförbund, senare Svenska Finlands Idrottsförbund bildades 1912 utsågs han till kassör och var vice ordförande 1914–1916. Finlands olympiska kommitté grundades 1907 och Wasenius var från starten styrelsemedlem och kassör till 1928. Han medverkade som OS-ledare 1908–1928. Wasenius deporterades 1916 av de ryska myndigheterna till Sibirien. Då han i mars 1917 återkom till Helsingfors möttes han på järnvägsstationen av en stor människomassa som gav honom stormande hyllningar.
Elitgymnasten Wasenius var i sin ungdom specialist på handstående på barren, på en skalm, på en hand. Vid sin pensionering efter 45 år som brandchef kommenderade han fram brandseglet och hoppade ned från högsta avsatsen vid Skillnadens brandstation vid Högbergsgatan, i en ålder av 67 år. Wasenius var vid sidan av Uno Westerholm en av Finlands främsta idrottsledare.

## Utmärkelser
- Kommendörstecknet av Finlands Vita Ros’ orden[1]
- Riddartecknet av I klass av Finlands Vita Ros’ orden[2]
- Riddare av 1. klass av Vasaorden[3]
- Sankt Stanislausorden, tredje klass[2]

[Redigera Wikidata]